# Leahovo, Dobrici
Leahovo (în bulgară Ляхово, în română Evecler) este un sat în comuna Balcik, regiunea Dobrici, Dobrogea de Sud, Bulgaria. 
Între anii 1913-1940 a făcut parte din plasa Balcic a județului Caliacra, România.

## Demografie
Componența etnică a satului Leahovo
     Bulgari (2,25%)
     Turci (96,75%)
     Nicio identificare (1%)
     Altele (0%)
La recensământul din 2011, populația satului Leahovo era de 400 locuitori. Din punct de vedere etnic, majoritatea locuitorilor (96,75%) erau turci, cu o minoritate de bulgari (2,25%). Pentru 1% din locuitori nu este cunoscută apartenența etnică.